# متينات الجدار
متينات الجدار (بالإنجليزية: Firmicutes)‏ هي شعبة من البكتيريا ذات جدار خلوي إيجابي الغرام.

## أصل التسمية
الاسم العلمي لهذه الشعبة مشتق من اللاتينية وهو مركب من كلمتين: 
- (firmus) تلفظ فيرموس وتعني حرفياً: متين، قوي، صلب، محكم
- (cutis) تلفظ كوتيس وتعني حرفياً: جلد، جلدي، أدمة, إهاب[2] مشيرا إلى جدار الخلية[3] (بالإنجليزية: Cell Wall)‏